# Zoran Nikolić
Zoran Nikolić (nacido el 1 de abril de 1996 en Niksic) es un jugador de baloncesto montenegrino que pertenece a la plantilla del BC Igokea de la ABA Liga. Con 2,09 metros de estatura, juega en la posición de ala-pívot.

## Trayectoria deportiva
Nikolic llegó a España en septiembre de 2011, y fichó por el Sant Josep de Girona, tras ser descartado por el FC Barcelona. Jugó antes en el cadete, en júnior y en el equipo de la Liga EBA, promediando en el Grupo C en 13 minutos en pista y siendo júnior de primer año 4,3 puntos, 4,2 rebotes y 5 de valoración.
En 2014 juega en las filas del CB Prat realizando muy buenos números, lo que le permite ir convocado y entrenar con FIATC Joventut de la liga ACB.
En abril de 2015 debutó con FIATC Joventut de la liga ACB.

### Selección nacional
En septiembre de 2022 disputó con el combinado absoluto montenegrino el EuroBasket 2022, finalizando en decimotercera posición.